# Aeroporto Internacional La Aurora
O Aeroporto Internacional La Aurora (código IATA: GUA, código OACI: MGGT) presta  serviço a Cidade da Guatemala, na Guatemala e esta localizado em meio da Cidade de Guatemala, na zona 13 capitalina. O aeroporto esta administrado pela Direção de Aeronáutica Civil, entidade do estado de Guatemala. Considerado o melhor e mais moderno aeroporto de América Central; É o principal aeroporto do país, seguido pelo Aeroporto Internacional Mundo Maya cerca de Flores, El Petén. Recentemente, o aeroporto internacional "La Aurora", passou a ser catalogado como categoria 1 pela Administração Federal de Aviação dos Estados Unidos (FAA).
Atualmente conta com 22 portas de embarque, além da posição ( 22 à 25) são remotas, na próxima fase contará com 35 portas de embarque.
La Aurora será expandido e remodelado massivamente para oferecer um maior serviço os psasageiros e linhas aéreas, de tal modo que poderá acolher um maior número de usuarios e aeronaves maiores.
Depois da remodelação, a linha aérea centroamericana TACA tem planos de instalar um "Hub" ou centro de conexões encarregado das rotas Sul-americanas como Quito, Bogotá, Caracas, Lima e Cidade do Panamá, e também expandindo suas rotas diárias ao Norte e américa Central.

## Companhias aéreas e Destinos
| Linhas Aéreas                    | Destinos |
| -------------------------------- | --- |
| Aerolineas Sosa                  | San Pedro Sula - Tegucigalpa |
| Aeroméxico                       | Cidade do México |
| Air Atlanta Icelandic            | San Pedro Sula |
| American Airlines                | Dallas - Miami |
| Avianca                          | Bogotá - Flores - Los Angeles - Managuá - San Salvador |
| Continental Airlines             | Houston - Newark |
| Copa Airlines                    | Cidade do Panamá - Manágua - San Jose |
| Cubana de Aviación               | Havana |
| Delta Air Lines                  | Atlanta - Los Angeles |
| Iberia                           | Cidade do Panamá - Madri - San Salvador |
| Interjet                         | Cidade do México |
| Mexicana                         | Cidade do México - San Jose |
| Spirit Airlines                  | Fort Lauderdale |
| TACA                             | Cancún - Chicago - Flores - Lima - Los Angeles - Manágua - Cidade do México - Miami - Roatán - San Jose - San Pedro Sula - San Salvador - Tegucigalpa - Washington |
| Transportes Aéreos Guatemaltecos | Flores - San Pedro Sula |
| United Airlines                  | Houston |
| VECA Airlines                    | San Salvador |